# 勝田市
勝田市（日语：／ Katsuta shi */?）是位于茨城縣縣央地区的一個已不存在的市。設立于1994年11月1日，與那珂湊市合併為常陸那珂市。

## 年表
- 1889年4月1日 - 村制施行、那珂郡勝田村成立。
- 1940年4月29日 – 與中野村、川田村合併為勝田町。
- 1954年3月30日 - 前渡村的一部份編入。（残部編入那珂湊町）
- 1954年11月1日 - 佐野村編入，市制施行，勝田市成立。
- 1994年11月1日 – 與那珂湊市合併為常陸那珂市。